# Ostrander (Ohio)
Ostrander è un villaggio degli Stati Uniti d'America, situato nello stato dell'Ohio, nella contea di Delaware.